# Karin Ontiveros
Karin Cecilia Ontiveros Meza (Amatitán, Jalisco, 5 de febrer de 1988) és una presentadora de televisió, model, comentarista de futbol i guanyadora de concurs de bellesa mexicana que va ser coronada a Nuestra Belleza México 2010 i va representar a Mèxic a Miss Univers 2011.
Ontiveros va ser coronada Nuestra Belleza Jalisco la nit del 22 de juliol de 2010 i, posteriorment, va representar el seu estat en la competició nacional celebrada a Saltillo, Coahuila, on va competir contra trenta dones joves de tot el país. Ontiveros es va convertir en la tercera guanyadora consecutiva de Nuestra Belleza México de Jalisco el 25 de setembre de 2010 i la quarta de la història del certamen. Va ser coronada pel titular nacional sortint, i la regnant Miss Univers 2010, Ximena Navarrete. Ontiveros va participar al certamen Miss Univers 2011, però no va estar en lloc. Després d'arribar al seu país d'origen, Mèxic va anunciar que representaria la seva selecció de futbol durant la inauguració dels Jocs Panamericans del 2011. Dos mesos després de competir al certamen Miss Univers 2011, Ontiveros va fer una carrera de model amb Hollywood Model Management a Los Angeles, Califòrnia.
Al 2013, Ontiveros va començar a aparèixer a ESPN Deportes i ESPN Llatinoamèrica en diversos programes i segments. Ontiveros va aparèixer al costat de Juan Pablo Fernández al programa matinal anomenat Toque Inicial, que s'emet als matins dels dies laborables a ESPN Llatinoamèrica. Ontiveros va acollir l'edició de tarda del popular programa Fútbol Picante d'ESPN, que s'emet tant a la tarda dels dies laborables d'ESPN Deportes com d'ESPN Llatinoamèrica. Ontiveros va fer un breu de notícies esportives anomenat SportCenter Ahora diverses vegades al dia, els segments es transmetien entre espectacles i durant programes com Raza Deportiva i Jorge Ramos y su Banda. Ontiveros ocupava ocasionalment Kary Correa com a amfitriona de l'espectacle Los Capitanes, que també era conduït per José Ramón Fernández. També va cobrir esdeveniments com els Jocs d'estiu X, el Abierto Mexicano del 2013, la Super Bowl XLVIII, la final de la UEFA Champions League 2014 i els partits de la selecció de futbol de Mèxic. Va deixar aquesta posició durant la primavera del 2015.
Filla de Raúl Ontiveros i Paula Meza, Karin Ontiveros va néixer a Amatitán, Jalisco. És estudiant de disseny industrial a la universitat CUAAD de Guadalajara i té dos germans. El 2015, Ontiveros es va casar amb un home anomenat Álvaro Aguilar.